# Anklage: Mord – Im Namen der Wahrheit
Anklage: Mord – Im Namen der Wahrheit ist ein US-amerikanisches Filmdrama mit den Schauspielern Kate Beckinsale, Nick Nolte und Clancy Brown in den Hauptrollen. Drehbuch und Regie verantwortete Karen Moncrieff. Der Film hatte seine Weltpremiere am 28. November 2013 in Ungarn. Seine USA-Premiere hatte er am 5. April 2014, in Deutschland wurde der Film ab dem 24. Juli 2014 direkt auf DVD und Blu-ray veröffentlicht.

## Handlung
Cate McCall ist eine junge ehemalige Top-Strafverteidigerin, die wegen eines alkoholbedingten Ausrasters vor Gericht beinahe ihre Anwaltszulassung verloren hätte. Zur Bewährung muss sie jetzt für eine wohltätige Organisation arbeiten, die kostenlose anwaltliche Hilfe für mittellose Frauen anbietet. Gleichzeitig versucht sie, ihr Leben, ihre Beziehung zu ihrer kleinen Tochter Augie, das Sorgerechtsverfahren und ihre frühere Position wiederzuerlangen.
Um in ihrem Job wieder als top zu gelten, muss sie in einem Wiederaufnahmeverfahren der jungen Mutter Lacey helfen, ihre Unschuld zu beweisen. McCall findet heraus, dass die Beweislage fabriziert wurde und Zeugen beeinflusst wurden. Da Lacey in einem Mordfall mit gefälschten und unterschlagenen Beweisen zu lebenslänglich verurteilt wurde, zieht McCall mit Hilfe ihres Assistenten Bridges alle Register, um den Prozess zu gewinnen.
Viele Beteiligte haben Probleme damit, und so versuchen die Staatsanwaltschaft sowie die früher ermittelnden Detectives Welch und Duncan, der Anwältin Knüppel zwischen die Beine zu werfen und sowohl McCall als auch Lacey Stubbs zu diskreditieren. McCall nutzt ihren Kampf ums Sorgerecht und den Prozess auch, um mit ihrer Therapeutin ihre eigene Sucht- und Alkoholvergangenheit aufzuarbeiten. Erst als sie Lacey freibekommt, stellt sie fest, dass ihre Klientin doch schuldig ist – und versucht, den Fehler zu korrigieren.

## Produktion
Im Juni 2012 sicherte sich die Produktionsfirma Sierra/Affinity die weltweiten Vertriebsrecht an dem Film.
An der Produktion waren die Firmen Sunrise Films (II), Pitbull Pictures und Sierra/Affinity beteiligt.

### Dreharbeiten
Die Dreharbeiten zum Film begannen am 1. Mai 2012 in Los Angeles.